# Rilu Rilu Fairilu
Rilu Rilu Fairilu (リルリルフェアリル?, Riru Riru Feariru) è un franchise giapponese ideato da Sanrio e Sega Sammy Holdings. Una serie televisiva anime, sottotitolata Yōsei no door (妖精のドア?, Yōsei no doa, lett. "La porta delle fate") e prodotta da Studio Deen per la regia di Sakura Gojō, è stata trasmessa tra il 6 febbraio 2016 e il 25 marzo 2017. Una seconda stagione, sottotitolata Mahō no kagami (魔法の鏡? lett. "Lo specchio magico"), ha avuto inizio il 7 aprile 2017.

## Personaggi
Lip (りっぷ?, Rippu)
Doppiata da: Yumiri Hanamori
Una Fairilu tulipano di colore rosa.
Himawari (ひまわり?, Himawari)
Doppiata da: Aya Uchida
Una Fairilu di girasole di colore giallo.
Sumire (すみれ?, Sumire)
Doppiata da: Rina Hidaka
Una Fairilu viola di colore violetto.
Rose (ローズ?, Rōzu)
Doppiata da: Aina Kusuda
Una Fairilu rosa di colore rosso.
Olive (オリーブ?, Orību)
Doppiata da: Atsushi Abe
Una Fairilu delle oliva di colore verde oliva.